# ライアン・バーネット (ボクサー)
ライアン・バーネット（Ryan Burnett、1992年5月21日 - ）は、北アイルランドの元プロボクサー。ベルファスト出身。元WBAスーパー・IBF世界バンタム級王者。

## 来歴
2013年5月24日、リヴァプールのリヴァプール・オリンピアでデビュー戦を行い、初回1分14秒KO勝ちを収め白星発進をした。
2015年10月10日、マンチェスターのマンチェスター・アリーナでロバート・カナラスとWBOヨーロピアンバンタム級王座決定戦を行い、2回TKO勝ちを収め王座獲得に成功した。
2015年11月21日、マンチェスターのマンチェスター・アリーナでジェイソン・ブースとBBBofC英国バンタム級王座決定戦を行い、12回3-0（3者とも120-107）の判定勝ちを収め王座獲得に成功した。
2016年2月27日、マンチェスターのマンチェスター・アリーナでアンソニー・セトゥルとWBCインターナショナルバンタム級王座決定戦を行い、10回3-0（100-90、100-89×2）の判定勝ちを収め王座獲得に成功した。
2016年7月30日、リーズのファースト・ダイレクト・アリーナでセサール・ラミレスと対戦し、10回3-0の判定勝ちを収めWBCインターナショナル王座の初防衛に成功した。
2016年10月15日、リヴァプールのエコー・アリーナ・リヴァプールでライアン・ファラグと対戦し、12回3-0（118-111、117-111、118-110）の判定勝ちを収めBBBofC王座の初防衛に成功した。
2017年6月10日、ベルファストのオデッセイ・アリーナでIBF世界バンタム級王者のリー・ハスキンスと対戦し、12回2-1（119-107×2、108-118）の判定勝ちを収め王座獲得に成功した。試合後、クラーク・サンマルティノ以外の2者が119-107と採点しバーネットを支持したのに対しサンマルティノのみが118-108と採点しハスキンスを支持したことが問題視され、BBBofCは「彼（サンマルティノ）はこの国に戻って来ることはないだろう。」とと80歳のサンマルティノを批判するなどIBFが説明を求められる事態となり、IBFは「バーネットがユナニマス・デジションで勝っていた試合を集計ミスでスプリット・デジションでの勝利としてしまった。」と全面的に非を認め、再発防止を約束した。
2017年10月21日、ベルファストのSSEアリーナでWBA世界バンタム級スーパー王者のザナト・ザキヤノフと王座統一戦を行い、12回3-0（118-110、119-109、116-112）の判定勝ちを収め、IBF王座の初防衛とWBAスーパー王座の獲得に成功し、王座統一を果たした。
2018年2月12日、IBF王座を返上し、WBA王座のみの防衛戦を行うことを明らかにした。
2018年3月31日、カーディフのプリンシパリティ・スタジアムでWBA世界バンタム級2位のヨンフレス・パレホと対戦し、12回3-0（120-108×2、116-112）の判定勝ちを収め初防衛に成功した。
2018年5月9日、イギリス・ロンドンで記者会見を開き、World Boxing Super Seriesに出場することを発表。7月20日にロシア・モスクワで抽選会が開催され、初戦で5階級制覇王者ノニト・ドネアと対戦することが決定した。
2018年11月3日、グラスゴーのSSEハイドロでノニト・ドネアとWBSS一回戦を行うが、試合中に右側の腹斜筋を痛めてしまい棄権を申し出た(実際は腰椎すべり症)為、4回終了TKO負けを喫し2度目の防衛に失敗し王座から陥落した。
2019年4月29日、ボブ・アラムのトップランク社と契約を結んだ。
2019年5月17日、ベルファストのアルスター・ホールで、ジェルバート・ゴメラと空位のWBCインターナショナル・スーパーバンタム級王座決定戦を行い、6回1分56秒でTKO勝ちを収めた。
2019年10月25日、具体的な負傷箇所は明らかにしなかったが、試合とトレーニングで負った長引く怪我を理由に27歳での現役引退を表明した。その後、地元紙「サン」の取材に対して、引退の理由を腰痛が酷くなり、医師からもボクシングを続けることで危険が生じることを告知されて引退を決断したと明かしている。

## 獲得タイトル
- WBOヨーロピアンバンタム級王座
- BBBofC英国バンタム級王座
- WBCインターナショナルバンタム級王座
- IBF世界バンタム級王座（防衛1=返上）
- WBA世界バンタム級スーパー王座（防衛1）